# Tariq Ramadan
Tariq Ramadan (em árabe: طارق رمضان; 26 de agosto de 1962) é um académico, filósofo e escritor suíço muçulmano. É Professor de Estudos Islâmicos Contemporâneos no St Antony's College e na Faculdade de Teologia e Religião da Universidade de Oxford, mas desde 2017 está a tirar uma licença por mútuo acordo.  É professor convidado na Faculdade de Estudos Islâmicos da Universidade Hamad Bin Khalifa,  no Qatar, e na Université Mundiapolis em Marrocos. Ele também é pesquisador sénior da Universidade Doshisha no Japão. É diretor do Centro de Pesquisa de Legislação e Ética Islâmica (CILE), sediado em Doha.. Ele é membro do Grupo Consultivo sobre Liberdade de Religião ou Crença do Ministério das Relações Exteriores do Reino Unido. Foi eleito pela revista Time em 2000 como um dos sete inovadores religiosos do século XXI e em 2004 como uma das 100 pessoas mais influentes do mundo . Ramadan descreve-se a si próprio como um "reformista salafista". 
Em Fevereiro de 2018 ele foi formalmente acusado de violar duas mulheres, uma mulher deficiente em 2009 e uma ativista feminista  em 2012. Em Setembro de 2019, as autoridades francesas alargaram a investigação contra Tariq Ramadan, já acusado de violar duas mulheres, para incluir provas de mais duas alegadas vítimas.
Em Dezembro de 2018, a Al Arabiya (versão inglesa)  informou que a polícia encontrou 776 fotos pornográficas nos laptops de Tariq Ramadan. 
Em Novembro de 2019 o Campus Watch informou que Tariq Ramadan confessou que a relação sexual era consensual apesar de antes ter negado qualquer contato com as acusadoras.  Tariq nega a prática de actos ilícitos e está a processar uma das suas acusadoras por difamação. 
Após ter passado dez meses numa prisão francesa, foi libertado sob fiança de 300.000 euros em novembro de 2018. 